# Новрузов, Нурлан Захид оглы
Нурлан Захид оглы Новрузов (азерб. Novruzov Nurlan Zahid oğlu; 3 марта 1993, Баку, Азербайджан) — азербайджанский футболист, нападающий клуба «Махиндра».

## Биография
Нурлан Новрузов родился 3 марта 1993 года в столице Азербайджана городе Баку. Является воспитанником футбольного клуба «Баку». С 10 лет обучался в детской, а с 14 лет — в юношеской школах бакинского клуба. Первым тренером был Аслан Керимов, а в дальнейшем Максад Ягубалиев.
11 сентября 2014 года был приговорён к 1,5 годам исправительных работ за то, что сбил пешехода. 28 декабря 2015 года Президент Азербайджана Ильхам Алиев своим распоряжением помиловал игрока.

## Клубная карьера
Профессиональную карьеру футболиста начал в 2010 году с выступления в клубе «Баку». В июле 2013 года на правах аренды перешёл в клуб «Сумгаит», где выступал под № 27.
Дебют Нурлана Новрузова в составе ФК «Баку» на европейской клубной арене состоялся 12 июля 2012 года в ответном матче первого квалификационном раунда Лиги Европы УЕФА против словенской «Муры». Сезон 2018/19 провёл в турецкой региональной любительской лиге. В феврале 2020 года заключил контракт с эстонским клубом «Нарва-Транс».

## Сборная Азербайджана
Дебютировал в составе олимпийской сборной Азербайджана 8 июня 2013 года в квалификационном матче Чемпионата Европы против сборной Македонии в Баку, завершившимся вничью 0:0. Вызывался в основной состав национальной сборной на матчи с Хорватией (3 сентября) и на матч с Мальтой (6 сентября).

## Достижения
- Обладатель Кубка Азербайджана 2011/12
- Серебряный призёр чемпионата Азербайджана 2009/10
- Лучший бомбардир чемпионата Азербайджана 2014/15
- Финалист Кубка Эстонии: 2019/20.